# Cessna Model A
De Cessna Model A was een Amerikaans vierzitter hoogdekker privévliegtuig gebouwd door Cessna Aircraft Company in de jaren 1920. Het was de eerste in een lange reeks van eenmotorige Cessna hoogdekkers. De eerste vlucht met het prototype (Model AC) vond plaats in 1927. Totaal zijn er van de Model A, inclusief alle varianten, 83 exemplaren gebouwd.

## Ontwerp
Het eerste ontwerp van Cessna dat in behoorlijke aantallen werd gebouwd was de Cessna Model A, een vierzitter geconstrueerd van staal en hout met een doekbespanning. Het toestel is gebouwd in een aantal varianten met verschillende merken stermotoren van 120-220 pk. De eerste productieversies van de Model A rolden in 1928 uit de fabriek.

## Varianten

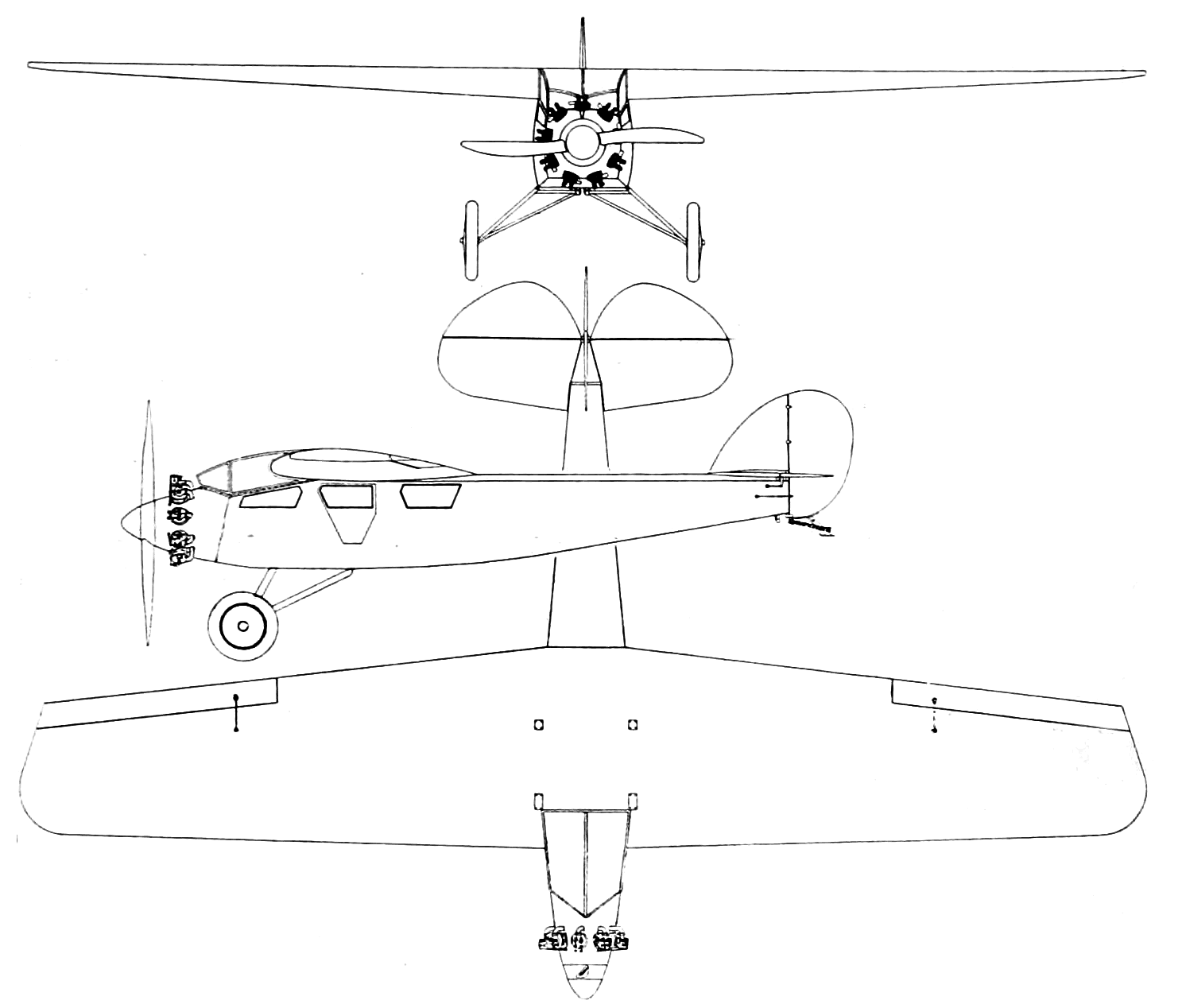
Cessna AF tekening - Aero Digest March 1928

Model AA
Uitgerust met een 120 pk (89 kW) Anzani 10 stermotor, 14 gebouwd.
Model AC (Prototype)
Uitgerust met een 130 pk (97 kW) Comet stermotor, 1 prototype gebouwd.
Model AF
Uitgerust met een 150 pk (112 kW) Floco/Axelson stermotor, 3 gebouwd.
Model AS
Uitgerust met een 125 pk (93 kW) Siemens-Halske stermotor, 4 gebouwd.
Model AW
Uitgerust met een 125 pk (93 kW) Warner Scarab stermotor, 48 gebouwd. Een Cessna Model AW was gekocht door Eddie August Schneider, waarmee hij in 1930 drie transcontinentale snelheidsrecords neerzette voor piloten onder dan 21 jaar.
Model BW
Een driezitter versie met een 220 pk (164 kW) Wright J-5 stermotor, 13 gebouwd.